# Thomas MacDonagh
Thomas MacDonagh (en gaélico, Tomás Mac Donnchadha) (Cloughjordan, Condado de Tipperary, Irlanda, 1 de febrero de 1878 – Cárcel de Kilmainham, Dublín, Irlanda, 3 de mayo de 1916) fue un poeta y dramaturgo conocido como figura destacada en el nacionalismo irlandés de principios del siglo XX, siendo uno de los líderes en el Alzamiento de Pascua de 1916, episodio por el cual fue fusilado.

## Biografía
Inicialmente decidido a la labor sacerdotal, MacDonagh pronto cambió su vida de rumbo dedicándose a la literatura de manera profesional, así como a la defensa de la causa nacionalista. Impartió clases en la University College Dublin, la mayor universidad del país, y fue miembro de la Liga Gaélica, fundada en 1893, en la cual promovió la conservación de la lengua celta en la isla.
Se unió algo tarde a la insurrección nacionalista conocida como el Alzamiento de Pascua, en el cual fue firmante de la Proclamación de independencia de la República Irlandesa y lideró el segundo batallón. Derrotados, él y sus compañeros Patrick Pearse y Joseph Plunkett fueron ejecutados tras el alzamiento.
En cuanto a su trabajo literario, si bien no llegó a destacar a nivel nacional en el llamado Renacimiento céltico, movimiento liderado -entre otros- por W. B. Yeats, su obra refleja en gran medida el nacionalismo irlandés de la época y las tensiones sociales derivadas. Junto a su Historia de la literatura anglo-irlandesa (obra que dedicó a George Sigerson, probablemente su mayor influencia), escribió acerca de su crisis religiosa (tras la cual se decantó por el nacionalismo) en su poemario Through the Ivory Gate, y cultivó un realismo con grandes dosis críticas en dramas como When the Dawn is Come, Metempsycosis y Pagans. Obras poéticas que merecen ser destacadas son Lyrical Poems, April and May, The Golden Joy y Songs of Myself. Durante los meses posteriores a su muerte, se publicaron algunas antologías poéticas de MacDonagh, algunas junto a sus compañeros caídos, Pearse y Plunkett; destaca The Poetical Works of Thomas MacDonagh, publicada en septiembre de 1916 con prólogo de James Stephens, novelista que más tarde sería amigo de James Joyce.

## Reputación y legado
Como figura prominente en el mundo literario dublinés, tras su muerte, MacDonagh fue conmemorado en varios poemas por el reconocido poeta W.B. Yeats, apareciendo asimismo en el Lamento por Thomas MacDonagh (Lament for Thomas MacDonagh) de su amigo y también literato Francis Ledwidge.

## Obra

### Teatro
- When the Dawn is Come: a Tragedy in three Acts (1908)
- Metempsycosis: Or, a Mad World: A Play in One Act (1912)
- Pagans: a modern play in two conversations (1920; póstuma)

### Lírica
- Through the Ivory Gate: a Book of Verse (1903)
- April and May (1903)
- The Golden Joy (1906)
- Songs of Myself (1910)
- Lyrical Poems (1913)
- Thomas Campion and the Art of English Poetry (1913; recopilación de poemas de Thomas Campion)
- Poems of the Irish Revolutionary Brotherhood (1916; junto a Padraic Colum, Padraic Pearse, Edward Joseph Harrington O'Brien, Joseph Mary Plunkett y Roger Casement; antología póstuma)
- The Poetical Works of Thomas MacDonagh (1916; antología póstuma)

### Ensayo
- Literature in Ireland: Studies Irish and Anglo-Irish (1916; póstuma)